# マイク・コーエン
マイク・コーエン（Mike Cohen、生没年不明）は、アメリカ合衆国の俳優、退役陸軍軍人(最終階級大佐)。1970年代末から1990年代にかけてフィリピンを拠点にアクション映画の脇役として活動した。
マイク・コーエン(米軍退役大佐)(Col.Mike Cohen USA Ret.)、マイケル・コーエン(Michael Cohen)、マーク・コーエン(Mark Cohen)とクレジットされることもあった。

## 来歴

### 元軍人の俳優
コーエンの芸歴は古く、西ドイツで撮影されたスタンリー・キューブリック監督の第一次世界大戦物の傑作『突撃』(1956年)にもエキストラ出演している。また、彼は米国陸軍の大佐が最終軍歴で、ベトナム戦争物の『野獣戦線/オメガ・コマンドー』(1984年/未/ビデオ)では将軍を貫禄たっぷりに演じ、リアリズムの宣伝のために退役大佐としてクレジットに利用された。共演したドン・ゴードン・ベルも元海兵隊員で、ドク・マッコイ(ジェラルド・マッコイ)も退役中佐だった。因みに、彼等と同時代に活動した脇役俳優のデーヴィッド・アンダースンもかつては海兵隊員で、テクニカル・アドバイザーも務めたりもしている。元々はフィリピン自体がベトナム戦争時代から米軍の極東に於ける拠点だったために映画界とは無関係ではない。『フルメタル・ジャケット』(1987年)の鬼教官役で名を成したリー・アーメイも『地獄の黙示録』(1979年)を契機に俳優となり、元軍人の俳優の地位を築き上げた。

### 威厳あるパーソナリティ
大きく肥満した風貌もさることながら、威圧的な台詞の音声から将軍や政府の高官を演じることが多く、腹黒い黒幕的なものが目立ち、さながら米国の山形勲といった所であろう。大佐と言う最終軍歴からして軍隊の酸いも甘いも体験して来たことは想像に難くない。その人生経験からか重厚なバイプレーヤーとして存在を示した。1990年頃からは老齢のためかエキストラまがいの端役が多くなった。

## フィルモグラフィ
1978年
- 『ヤング・ソルジャー/米海兵隊員・青春の記録』(未/ビデオ)（ポニーから発売済み）

1979年
- 『鉄腕少年/バイオニック・キッド』(未/ビデオ)（CIC/ビクターから発売済み）

1981年
- 『カラテ・ガール』(未/ビデオ)(クレジットなし)（東映/東北新社から発売済み）
- 『片腕捜査官オルテガ』(未/ビデオ)（CIC/ビクターから発売済み）

1982年
- 『バトル・フォース』(未/ビデオ)（東芝映像から発売済み）
- 『サバイバル・ジャングル/失われた黄金』(未/ビデオ)（ベストロン/ポニーから発売済み）

1983年
- 『地獄の報酬/ベトナム捕虜救出作戦』(未/ビデオ)（キング・ビデオ/東北新社から発売済み）
- 『マッド・ドッグ2』(未ソフト化)(クレジットなし)
- 『美女10人大脱走』(未/ビデオ)（三実から発売済み）

・『フラメンタード』(未ソフト化)
1984年
- 『野獣戦線/オメガ・コマンドー』(未/ビデオ)（徳間コミュニケーションズから発売済み）
- 『地獄のヒーロー』（ポニーから発売済み）（テレビ放映＝北陸朝日1992年、北日本・土曜映画劇場枠1992年）(クレジットなし)

1985年
- 『戦場のサムライ』(未/ビデオ)（東芝映像から発売済み）
- 『黙示録の勇者たち』(未ソフト化)
- 『ニンジャウォリアーズ』(未/ビデオ)（松竹から発売済み）
- 『裸の復讐』(未/ビデオ)（ベストロン/ポニーから発売済み）(クレジットなし)
- 『ダブル・ファイター/復讐の戦士』(未/ビデオ)（徳間コミュニケーションズから発売済み）

1986年
- 『アマゾネス刑事/死の標的』(未/ビデオ)（東映/東北新社から発売済み）

1988年
- 『ブラックコブラ2』（東芝映像から発売済み）(クレジットなし)
- 『デザート・ウォリアー』(未/ビデオ)（チャンネルコミュニケーションズから発売済み）
- 『赤い薔薇、泣く少女』(未ソフト化)

1990年
- 『トライゴン・ファイヤー』(未/ビデオ)（東芝映像から発売済み）(出演場面カット、クレジットのみ)